# Belmont (Nova York)
Belmont és una vila i seu del Comtat d'Allegany (Nova York) als Estats Units d'Amèrica.

## Demografia
Segons el cens dels Estats Units del 2000 Belmont tenia 952 habitants, 392 habitatges, i 241 famílies. La densitat de població era de 367,6 habitants/km².
Dels 392 habitatges en un 30,1% hi vivien nens de menys de 18 anys, en un 44,9% hi vivien parelles casades, en un 11,7% dones solteres, i en un 38,5% no eren unitats familiars. En el 33,7% dels habitatges hi vivien persones soles el 18,4% de les quals corresponia a persones de 65 anys o més que vivien soles. El nombre mitjà de persones vivint en cada habitatge era de 2,31 i el nombre mitjà de persones que vivien en cada família era de 2,98.
Per edats la població es repartia de la següent manera: un 25,3% tenia menys de 18 anys, un 7,7% entre 18 i 24, un 28,5% entre 25 i 44, un 22% de 45 a 60 i un 16,6% 65 anys o més.
L'edat mediana era de 38 anys. Per cada 100 dones de 18 o més anys hi havia 98,1 homes.
La renda mediana per habitatge era de 29.545 $ i la renda mediana per família de 35.625 $. Els homes tenien una renda mediana de 28.365 $ mentre que les dones 20.781 $. La renda per capita de la població era de 14.149 $. Entorn del 9,9% de les famílies i el 12,7% de la població estaven per davall del llindar de pobresa.